# Pisciculture

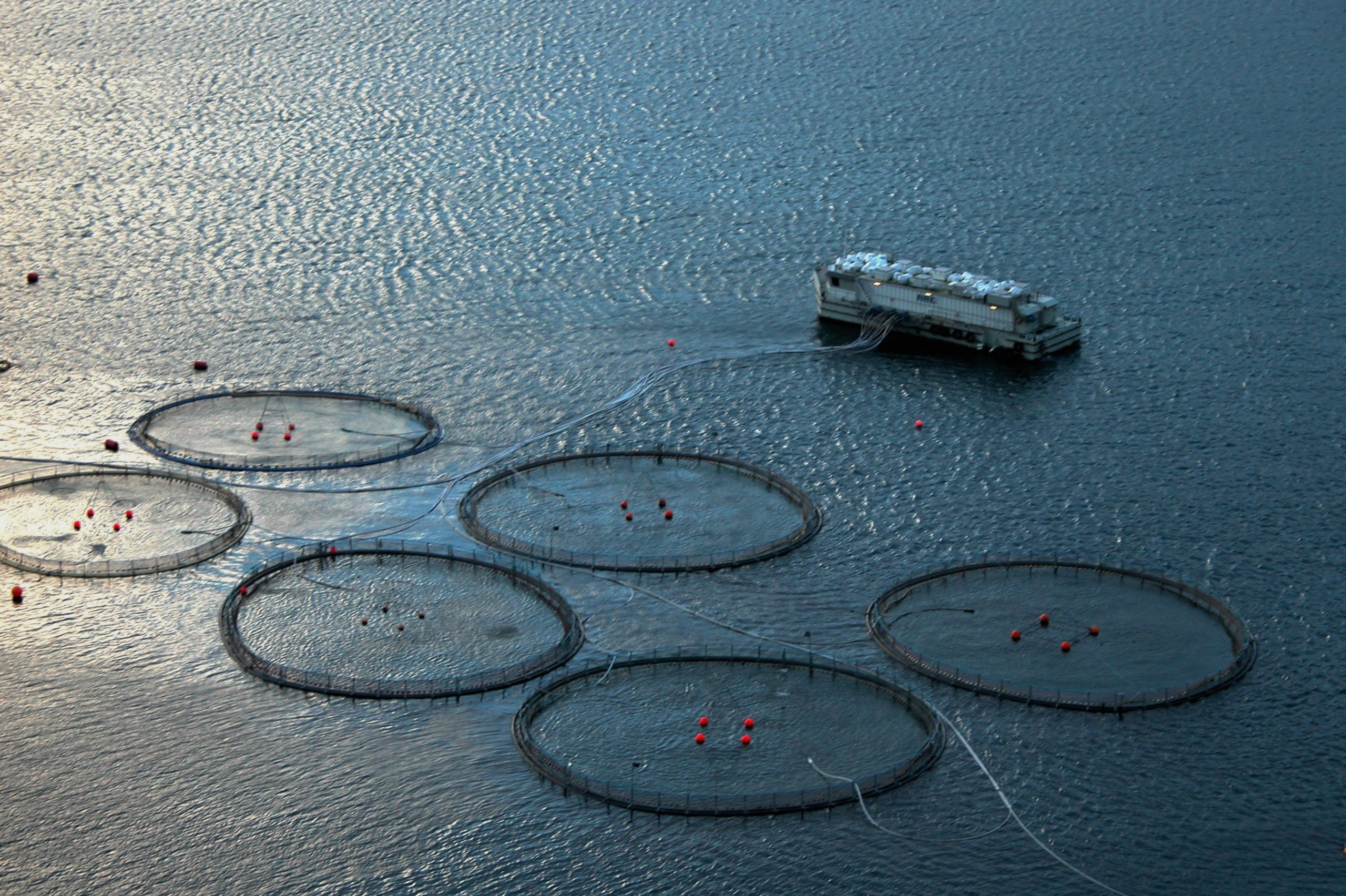
Cages piscicoles de pleine mer aux îles Féroé, dans l'océan Atlantique.

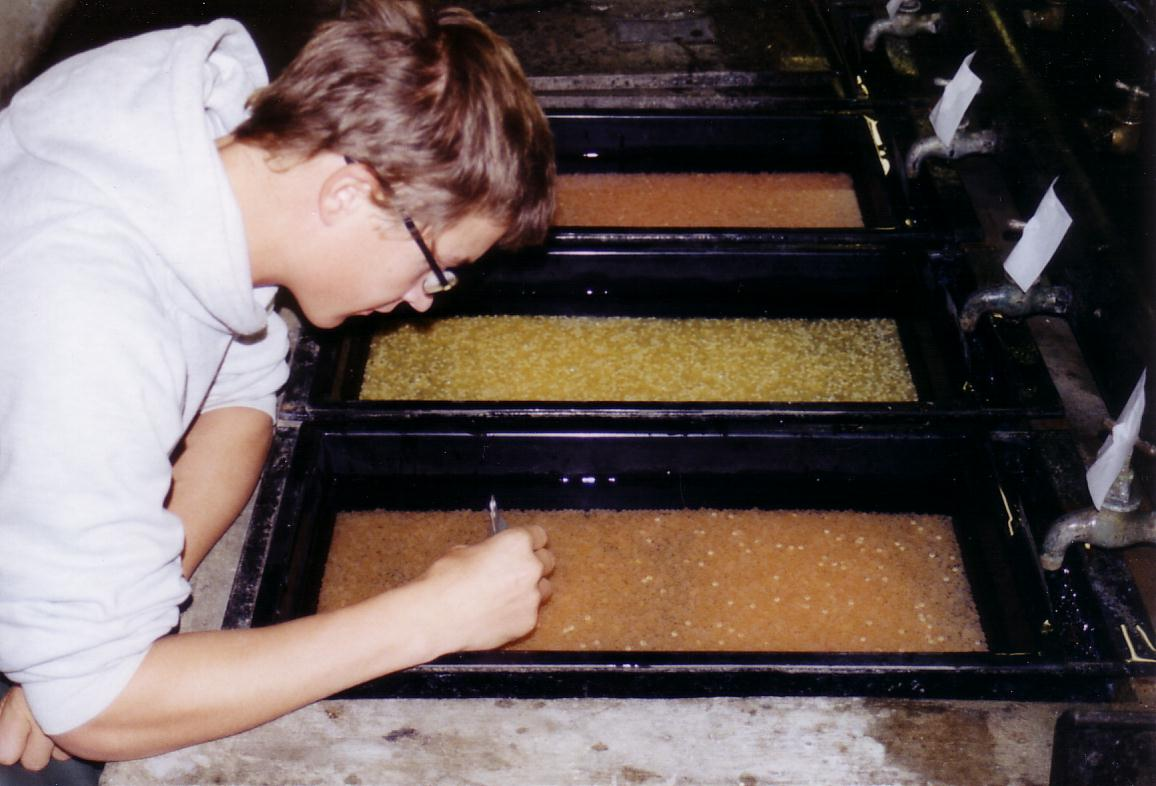
Tri d’œufs fécondés de salmonidé au stade œillés: les œufs morts apparaissent blancs et doivent être retirés pour éviter le développement de champignon saprophyte.

La pisciculture est l'élevage de poissons, en eaux douces, saumâtres ou salées et qui peut se pratiquer de manière isolée comme en aquaponie. C’est une des branches de l'aquaculture. L'un des premiers traité de pisciculture fut écrit par Fan Li en 473 av. J.-C.. Elle était également pratiquée à Hawaï avant l'arrivée des explorateurs européens. Il existe deux familles principales de pisciculture :
- la production en étang, avec un bassin en terre, dans lequel les poissons se nourrissent complètement ou partiellement à partir de la production biologique du milieu ;
- la production intensive en bassin artificiel ou cages, dans lesquels les poissons sont exclusivement nourris avec des aliments fournis par le pisciculteur.

La majorité du poisson consommé dans le monde provient de l'élevage, et 90 % du poisson d'élevage est produit en Asie. Les espèces les plus élevées sont les carpes, suivies du tilapia, des salmonidés et des siluriformes. La production piscicole mondiale était de 50 millions de tonnes en 2014. 
L'Organisation des Nations unies pour l'alimentation et l'agriculture (FAO) estime que le secteur des pêches et de l'aquaculture employait 62 millions de personnes dans la seule production primaire en 2022. Les femmes représentaient 24 % des pêcheurs et des pisciculteurs et 62 % des travailleurs dans le secteur de la transformation.

## La pisciculture d'étang
C'est la technique la plus ancienne et la plus utilisée en termes de volume de production. Les espèces adaptées à ce mode de production sont omnivores, herbivores ou filtreuses. Plus de 20 millions de tonnes de cyprinidés, 2 millions de tonnes de tilapia et autant de poissons chats sont produits avec ces techniques, essentiellement en Asie. En Europe de nombreuses zones d'étang existent, notamment en Europe de l'Est. En France, la production est concentrée en Sologne, dans la Dombes, la Brenne, la Haute-Saône, le Limousin et la Double. Ces étangs étaient souvent des domaines monastiques, les carpes étaient notamment destinées à remplacer la viande le vendredi,.

### Le système agricole dans le Sud-Est asiatique
L'élevage de poisson en étang s'inscrit en fait dans un système où l'étang est le pivot du recyclage de la matière organique dans le système agricole. L'élevage de poisson en étang fertilisé permet en effet de doublement valoriser les déjections animales et les déchets de la ferme :
- la matière organique est directement recyclée par des organismes détritivores (amibes, daphnies) qui sont ensuite consommés par les poissons ;
- la matière minérale permet de soutenir une production intensive de phytoplancton et en conséquence accélère toute la chaine trophique.

Un étang non fertilisé et sommairement entretenu produit environ 300 kg/ha de poisson par an, ce qui est comparable à la production en viande d'un hectare de prairie bien arrosée et bien menée. Avec une fertilisation le rendement peut être décuplé. Dans une ferme traditionnelle asiatique l'étang recycle les déjections des animaux (porc, volaille), le curage de l'étang permet de récupérer régulièrement une terre riche en matière organique pour la fertilisation. Des animaux peuvent être élevés au-dessus de l'étang, leur déjections tombent directement dans l'étang via un caillebotis. Certains systèmes intensifs permettent d'atteindre des rendements de 10t par an et par hectare avec un apport d'aliment exogène et une aération mécanique de l'eau.

### Élevage associé à la riziculture
Une technique traditionnelle asiatique d'élevage de carpes en association avec la riziculture a fait l'objet d'études récentes.
Ces études ont montré que la présence des carpes permettait d'utiliser 2/3 de pesticides en moins et 1/4 de fertilisants en moins.
Les carpes permettent en effet de lutter efficacement contre la magnaporthe grisea, un champignon affectant le riz, ou d'autres parasites comme la cicadelle brune. Elles consomment un certain nombre d'insectes et d'invertébrés susceptibles d'attaquer le riz, et par ailleurs, elles permettent de réguler la quantité d'azote et ainsi de faire un moindre usage des fertilisants.
Cette méthode ne permet pas de produire de très grosses carpes, mais elle peut être intéressante pour l'alevinage.

### À Hawaï
Depuis les temps avant le contact avec les Européens, les Hawaïens pratiquent l'aquaculture en aménageant des étangs à poissons (en hawaïen : loko iʻa). Les viviers hawaïens sont généralement des zones peu profondes d'un platier récifal entourées d'une basse paroi de roche de lave (appelée loko kuapa), construite en partant du rivage. Plusieurs espèces de poissons comestibles (comme le mulet) prospèrent dans ces étangs, et les Hawaïens ont développé des méthodes pour les rendre faciles à attraper.
L'étang piscicole hawaïen est avant tout une zone de pâturage dans laquelle le pisciculteur cultive des algues ; un peu comme les éleveurs de bétail cultivent l'herbe pour leur bétail. Les parois de lave poreuses laissent passer l'eau de mer (ou parfois l'eau douce ou saumâtre, comme dans le cas du vivier "Menehune" près de Līhuʻe), mais empêchent les poissons de s'échapper. Les étangs à poissons sont situés à côté de l'embouchure d'un ruisseau, donc en ouvrant une écluse, le gardien de l'étang fournit aux poissons de l'eau riche en nutriments qui a traversé les étangs en terrasses de l'intérieur des terres. Au moment de l'arrivée du capitaine James Cook, il y avait au moins 360 étangs piscicoles produisant 900 000 kg de poisson par an.
Bien que des étangs à poissons aient été développés sur la plupart des îles, le plus grand nombre de vestiges archéologiques se trouvent dans la baie de Maunalua. Il en reste peu en activité aujourd'hui, mais plusieurs étangs piscicoles ont été restaurés au XXIe siècle.

## La pisciculture intensive

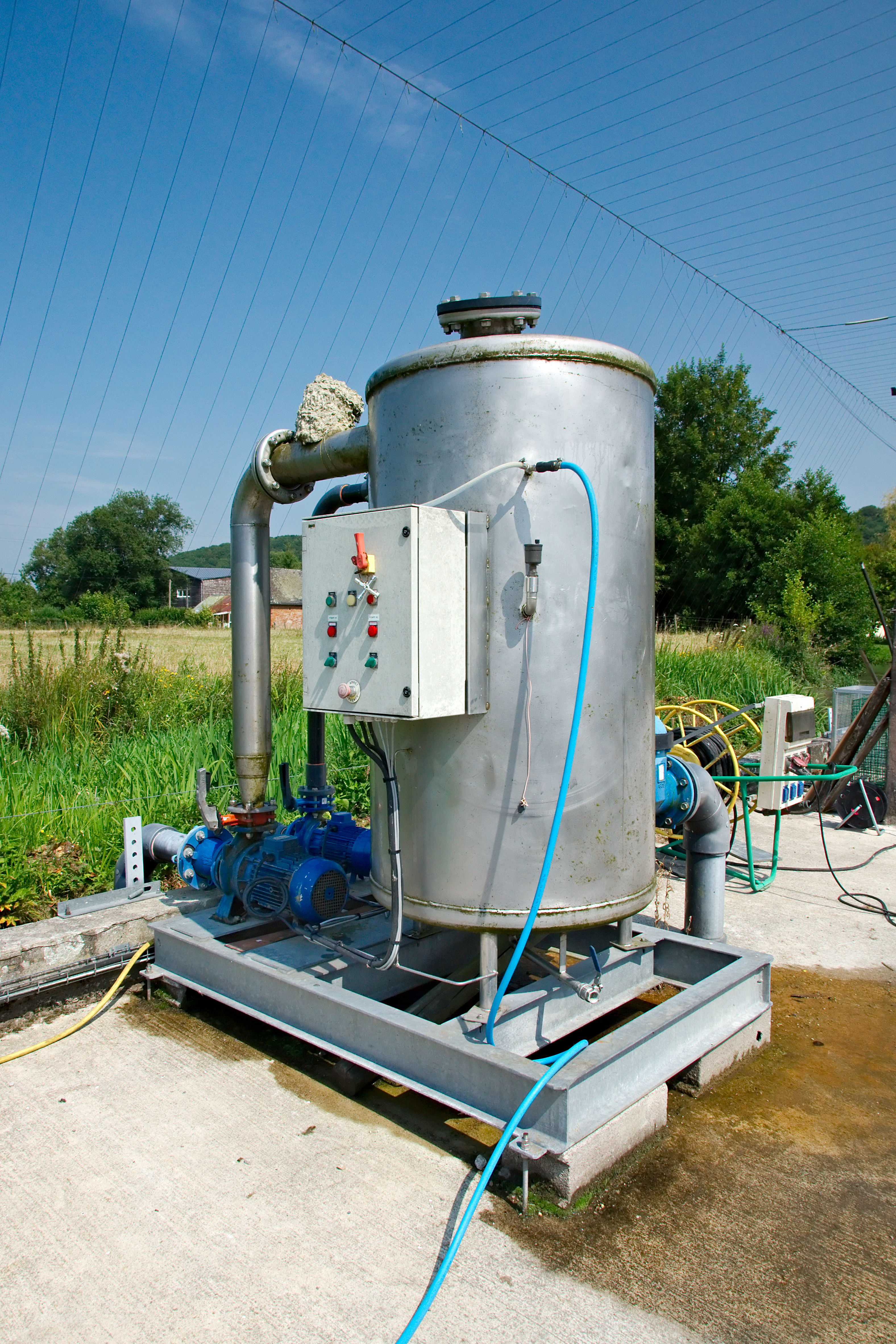
Dispositif d’oxygénation de l’eau. L’oxygène (petit tuyau bleu) est injecté dans l’eau (amenée par les pompes bleues) avant d’être envoyé dans les bassins (tuyau de droite s’enfonçant dans le sol). Le procédé donne une couleur blanchâtre à l’eau ainsi traitée

Cet élevage se pratique dans des espaces entièrement ou partiellement clos (bassins en terre, béton ou en plastique, nasses ou cages géantes flottantes, etc.) en eau douce ou en pleine mer suivant les espèces. L'aliment est presque entièrement apporté par l'éleveur. L'eau est constamment renouvelée par le courant (cages), une prise d'eau sur un cours d'eau (bassins) ou un recyclage (cas de l'élevage en circuit fermé); ce renouvellement vise à maintenir une eau riche en oxygène et pauvre en ammoniaque. L'oxygène devient un facteur limitant, des aérateurs mécaniques ou des systèmes d'injection d'oxygène gazeux pur à base d'oxygène liquide sont souvent utilisés.

### Génétique et reproduction

#### Élevages monosexués
Pour certaines espèces, le pisciculteur pratique le sexage des poissons ou en modifie le sexe pour les raisons suivantes :
- pour n'élever que des individus de même sexe ; en effet, chez beaucoup d'espèces, la reproduction en période d'affinage (croissance avant la pêche pour la vente) dans un espace aussi restreint que celui des bassins piscicoles serait une cause de perte d'énergie et de mortalité d'individus ; on élève alors les sexes séparément, ou uniquement celui qui grandit le plus vite[15] ;
- les esturgeons femelles sont préférées (pour leurs œufs qui donnent le caviar qui rapporte plus d'argent que le poisson lui-même)[15] ;
- le saumon femelle est préféré par le pisciculteur, car les mâles, sexuellement précoces, voient leur croissance fortement ralentir et leur comportement se dégrader[15] ;
- le tilapia mâle est choisi car grossissant deux fois plus vite que la femelle, cela évite aussi la reproduction des poissons dans les bassins d'élevages[15],[16].

Des manipulations similaires sont utilisées avec la plupart des espèces commerciales où un des sexes présente des caractères plus favorables à l'élevage. Chez le tilapia ce sont les mâles qui sont obtenus soit par traitement des juvéniles à la testostérone soit avec l'utilisation de géniteur spéciaux mâles YY ou des traitements thermiques.

#### Triploïdisation de la truite
En France les truites destinées à la production de filets, darnes ou fumées sont en général des femelles triploïdes triple X (à trois chromosomes X). Ces truites ne produisent pas d'ovule ce qui permet de les élever jusqu'à une grande taille sans problème. Elles sont obtenues à la suite de la manipulation suivante :
- en première génération des truites sont fécondées avec du sperme stérilisé (sans ADN), l'œuf (en fait un ovule activé par la pénétration du spermatozoïde) subit un choc hyperbare pour empêcher l'expulsion du second globule polaire. Les œufs donnent des femelles clones de leurs mères ;
- ces femelles sont nourries avec un aliment contenant une hormone androgène et deviennent des « néomales »[15]. Elles développent des gonades mâles et sont sacrifiées pour récupérer leur semence qui a la particularité d'être uniquement porteuse du chromosome X. Les carcasses partent à l'incinération ;
- des ovules classiques sont fécondés avec ce sperme "tout femelle", les œufs subissent à leur tour le choc de pression pour permettre la triploïdisation. On obtient des truites triploïdes avec trois chromosomes X.

### Alimentation

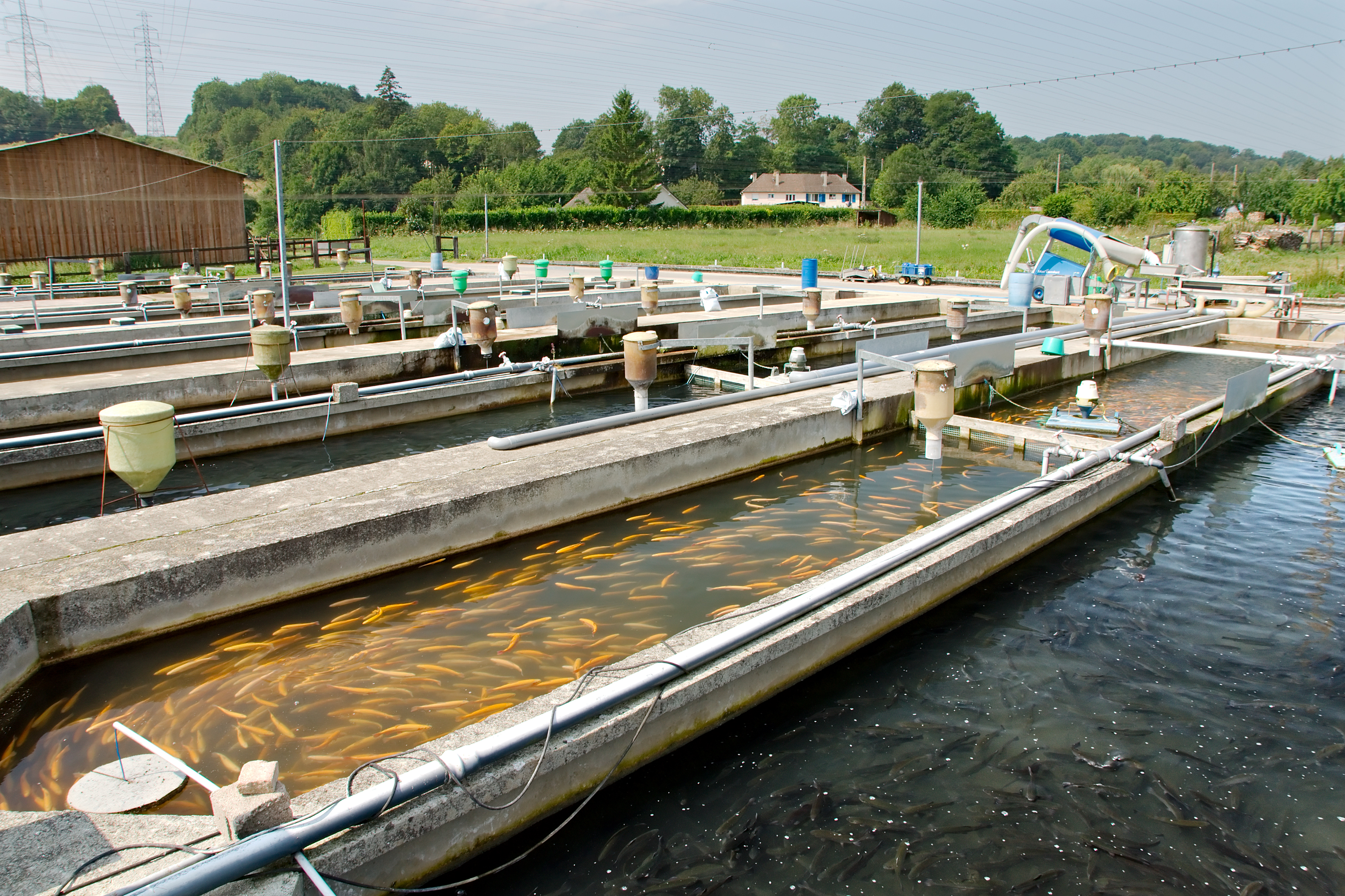
Bassins d'une pisciculture euroise sur la Calonne
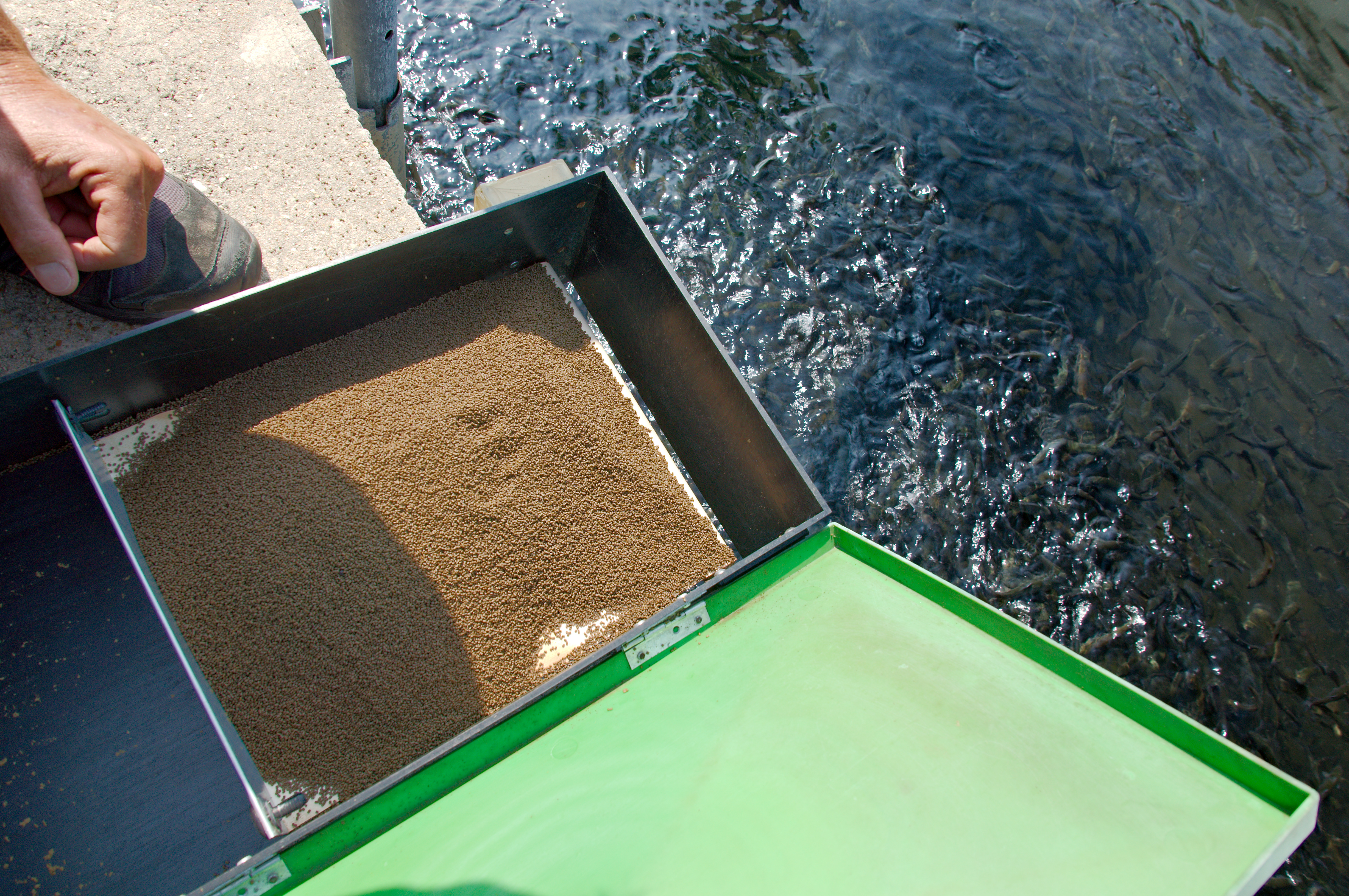
Distributeur de granulés. Les granulés se trouvent sur un tapis roulant qui avance lentement mais régulièrement poussant les granulés dans l’eau.
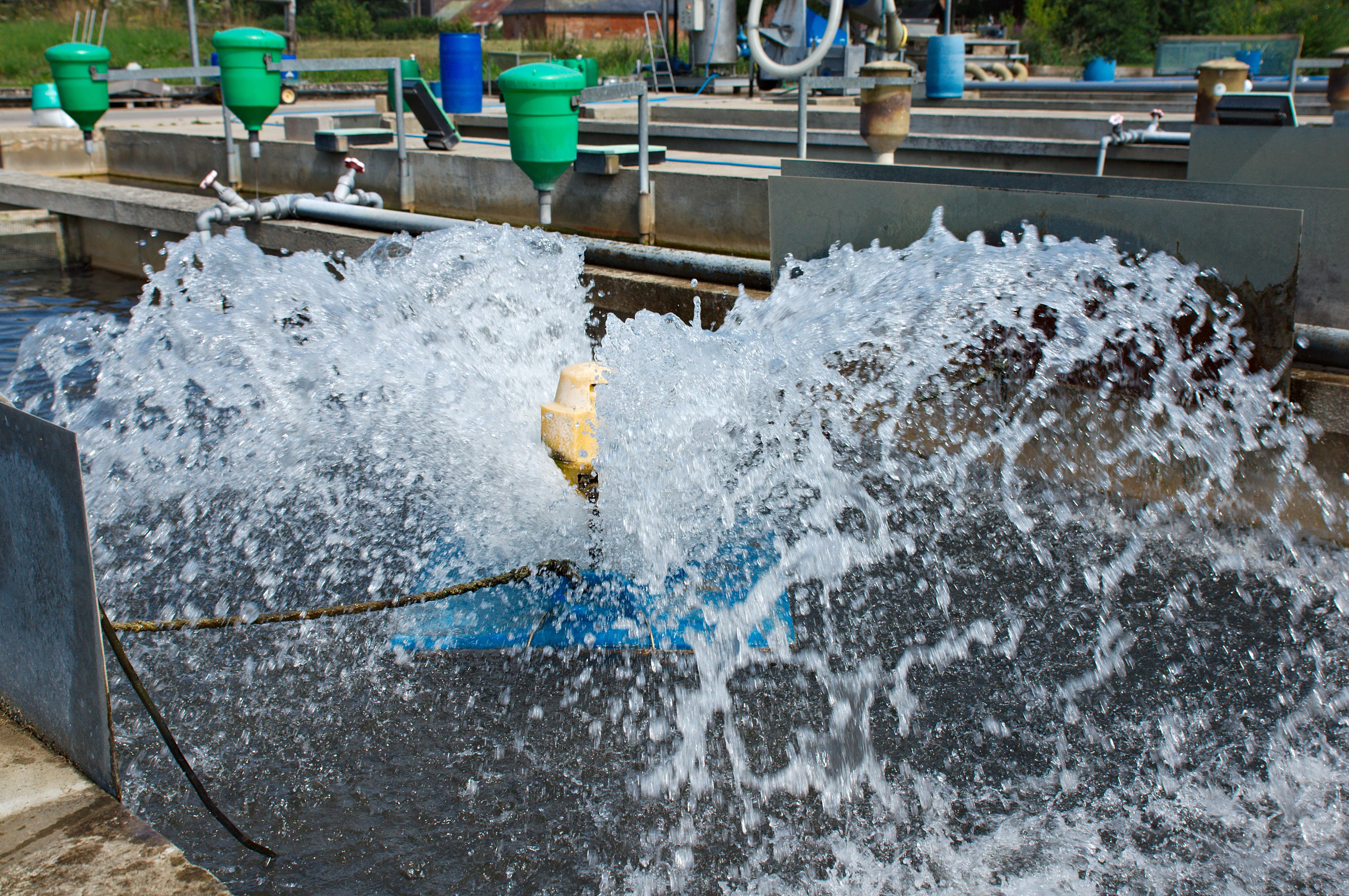
Aérateur en action, l’eau doit être constamment oxygénée en raison de la densité des poissons
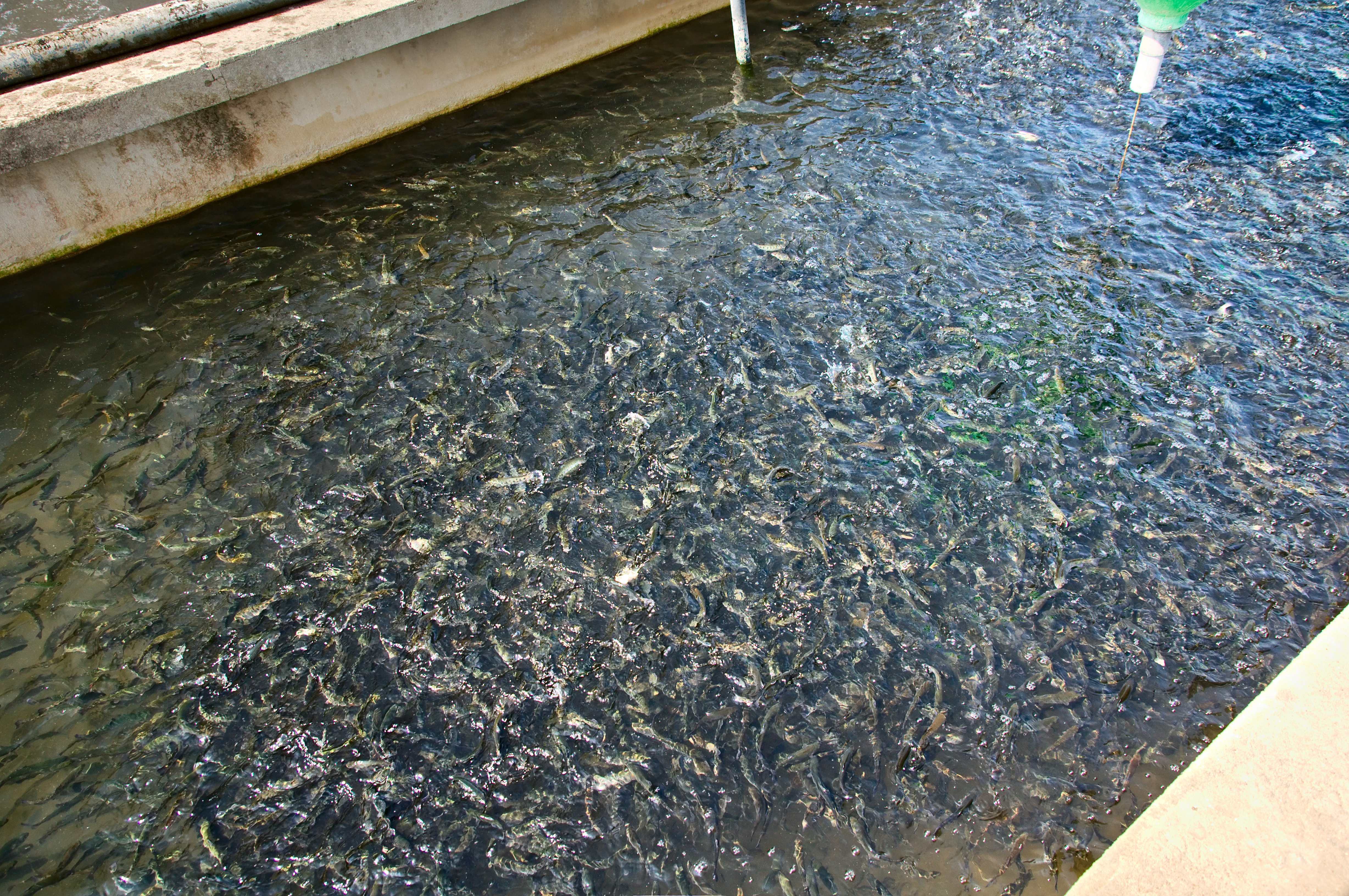
Nourrissage des truites d’élevage

La composition de l'aliment dépend de l'espèce et de l'objectif du producteur. En Europe, un aliment pour truite ou saumon représente environ 40 % du coût total de la production : c'est donc un poste de dépense crucial pour l'éleveur. Ce type d'aliment contient environ 40 % de protéines, 20 à 30 % d'huiles végétales et de poisson, 15 à 20 % de farines riches en sucres lents (comme l'amidon apporté par la farine de blé),. En raison de l'accroissement considérable de la demande aquacole, la farine de poisson ne représente plus qu'une petite partie des protéines totales, qui sont en majorité apportées par des farines végétales (en particulier le tourteau de soja). L'apport en huile de poisson peut être supprimé chez certaines espèces, mais il reste nécessaire pour une croissance optimale du saumon atlantique en eau de mer . La truite arc-en-ciel élevée uniquement en eau douce peut se développer et se reproduire en se nourrissant avec des aliments qui ne comportent aucun ingrédient d'origine marine.
Les poissons ont généralement un besoin alimentaire élevé en acides gras insaturés de la série oméga-3 à longue chaîne (EPA et DHA), qui sont apportés par les farines et huiles issues de la pêche minotière. Les EPA et les DHA peuvent également être apportés par les microalgues. Les microalgues représentent une réelle alternative aux différentes huiles végétales fournies dans le régime alimentaire des poissons . Les algues Diacronema lutheri et Tisochrysis lutea sont étudiées actuellement par la communauté scientifique pour leur aptitude à produire les EPA et DHA.
Une étude a démontré l'effet bénéfique des DHA et des EPA dans l'alimentation des larves de Dicentrarcus labrax. Les larves ayant un régime alimentaire avec un ratio de 2,3 % d'EPA et DHA dans leurs aliments ont montré une augmentation de croissance par rapport aux larves témoins. Attention toutefois, ils doivent être incorporés dans la fraction phospholipidique et ne pas dépasser 2,3 %. Un ratio supérieur entraînerait en effet des malformations, comme un nombre anormalement élevé de vertèbres chez les individus plus âgés.
La teneur de leur chair en ces acides gras est également importante pour leur valeur nutritionnelle pour le consommateur. Certaines espèces, dont des salmonidés, sont cependant capables de produire ces acides gras lorsque leur aliment n'en contient pas, en transformant l'acide alpha-linolénique apporté par des huiles végétales comme l'huile de lin. Des carpes et tilapias peuvent être nourris avec des aliments moins riches en protéines (environ 30 % de la ration), et presque complètement dépourvus de produits marins,.

## Les atouts du poisson d'élevage
Les poissons présentent des aptitudes particulières qui rendent l'élevage très intéressant :
- même en système très extensif, la productivité par unité d'espace est supérieure à l'élevage terrestre : un élevage bovin ou ovin très extensif produira toujours moins qu'un étang à carpe à cause de l'empreinte métabolique de l'homéothermie ;
- dans un étang, il existe deux chaines trophiques: une chaîne courte permettant de recycler directement la matière organique et une longue qui permet de produire le phytoplancton puis le zooplancton nourrissant les poissons. Ce double système permet un meilleur rendement et surtout de convertir directement des déchets végétaux ou animaux en protéine de qualité ;
- la forte prolificité de poisson limite le stock de géniteurs qu'il faut entretenir ;
- la pisciculture permettrait d'augmenter la quantité nette de poisson disponible pour la consommation humaine: si elle consomme la grande majorité du poisson issue des pêche minotière (23 millions de tonnes de poisson sauvage[31]) elle produit 63 millions de tonnes, ce qui aboutit à une production nette de 40 millions de tonnes de poisson. Ce chiffre s'explique par le fait que les espèces les plus élevées se contentent d'une très faible proportion de protéines de poisson, le plus souvent durant quelques phases juvéniles critiques.

## Inconvénients et limites
- La concentration des poissons dans un espace restreint augmente fortement le risque d'épidémies. Ce problème est très présent en cage et bassin, et peut être moindre en étang (la dispersion des poissons et les mises à sec des étangs y limitent les risques, mais le milieu est plus fermé qu'en mer).
- Certaines espèces de poissons d'élevage, s'ils s'enfuient dans la nature peuvent perturber la reproduction de leurs congénères sauvages ou se retrouver dans un milieu exotique (cas de l'esturgeon de Sibérie en France et des carpes herbivores et argentées aux États-Unis). Ces poissons sont généralement beaucoup plus gros que leurs congénères au même âge, ce qui les avantage dans la compétition entre mâles et femelles au moment de reproduction, tout en étant catastrophique pour les alevins qui ne trouvent pas dans la nature de quoi assouvir leurs besoins calibrés pour l'élevage. Pour éviter ce risque la FAO recommande de l'élevage de poisson triploïde, stérile[32]. La technique de triploïdisation la plus employée est le choc hyperbare : après fécondation les œufs sont soumis à une pression de plusieurs centaines de bars, ce qui empêche l'expulsion du second globule polaire.
- la surdensité contrainte de poissons, propre aux piscicultures, est source de pollution marine (ou des eaux douces), en aval, par les excréments des poissons, les restes de nourriture emportés par les eaux. En France l'élevage est strictement réglementé, les eaux de rejets dans les rivières sont traitées au minimum par filtration. En étang piscicole et en mer, le milieu s'auto-épure dans une certaine mesure à l'aide de bactéries et de micro-algues qui recyclent les minéraux, mais des déséquilibres peuvent survenir (ex : Le 20 février 2008, de 500 à 700 tonnes de poissons sont morts en cages à poissons en mer, peut-être en raison d'un manque d’eau douce dans le golfe d'Amvrakikos (région d'Arta en Grèce): « Le coût de la restauration de certaines des fonctions de l'écosystème dans ces lagunes est estimé à 7 millions d’euros »[33].

- La pisciculture d'espèce carnivore est spéculative : elle consiste à transformer des protéines de poissons à bas coût (petits clupéidés, divers déchets de pêcherie) en poisson noble comme le saumon, le bar, la dorade, le turbot, le flétan etc. Le besoin en protéines animale requis pour nourrir ces poissons est élevé, d'après un article dans Nature datant de 2000 il faut 5 kg de poisson sauvage pour produire 1 kg de poisson carnivore marin d'élevage, 2.8 kg pour produire 1 kg de crevette, 3 kg pour produire 1 kg de saumon, contre seulement 0.45 kg pour produire un kg de tilapia et 0.4 kg pour produire 1 kg de poisson chat [34]. Ces besoins peuvent contribuer au phénomènes de surpêche des poissons tels que les anchois ou sardines. Le remplacement des farines de poisson par des protéines végétales étant toujours délicat avec les espèces exigeantes, des travaux de l'INRA[35] montre qu'il est toutefois possible de se passer totalement de farine de poisson même avec une espèce carnivore. La farine d'insecte est a l'étude pour remplacer la farine de poisson.

## Espèces élevées
De nombreuses espèces de poissons sont élevées dans le monde. Classées alphabétiquement par ordres taxinomiques puis par noms vernaculaires des espèces on trouve actuellement :
- Acipenseriformes
  1. Esturgeons
- Cypriniformes (voir aussi Cypriniculture
  1. Carpe à grosse tête
  2. Carpe argentée
  3. Carpe commune (cf. carpiculture sur le Wiktionnaire)
  4. Carpe de roseau
  5. Carpe noire
  6. Gardon (repeuplement en aquaculture extensive)
  7. Tanche (repeuplement en aquaculture extensive)
- Esociformes
  1. Brochet (repeuplement en aquaculture extensive)
- Gadiformes
  1. Cabillaud
- Gonorynchiformes
  1. Chanos
- Perciformes
  1. Achigan à grande bouche (repeuplement en aquaculture extensive)
  2. Bar
  3. Dorade
  4. Maigre
  5. Perche (repeuplement en aquaculture extensive)
  6. Sandre (repeuplement en aquaculture extensive)
  7. Tilapia
- Pleuronectiformes
  1. Turbot
- Salmoniformes
  1. Omble chevalier
  2. Omble de fontaine
  3. Saumon atlantique
  4. Truite arc-en-ciel
  5. Truite fario
- Siluriformes
  1. Panga
  2. Silure glane

## Législation, réglementation
L'activité piscicole est dans la plupart des pays assujettie à une réglementation et à des contrôles de la part d'autorités compétentes, environnementales et sanitaires.
Des guides et guides de bonnes pratiques ont aussi été développés pour cette activité, y compris pour les élevages en étang,.
En France de petites piscicultures conduites en viviers existent depuis très longtemps, notamment gérées par les moines des abbayes dispersées dans le pays.
Puis alors que la population augmente et que la qualité de l'eau se dégrade, les ressources en poissons diminuent dans les lacs et rivières. Le constat est fait en 1939 d'un important déficit de la balance commerciale en la matière, ce qui conduit les assemblées à voter deux lois (en 1941) pour modifier la loi du 15 avril 1829 relative à la pêche fluviale et pour favoriser l'industrialisation de la pisciculture dans le but d'en augmenter fortement la production. Le législateur suit ainsi les conclusions d'un rapport présenté par Henri Florian Chardon, maître des requêtes au Conseil d'État, présenté en session des 30 et 31 janvier 1939 du Conseil national économique promouvant un programme de repeuplement des cours d'eau, la pose d'échelles à poissons pour les saumons dans les barrage, la lutte contre la pollution des eaux et une meilleure surveillance des cours d'eau. Il proposait aussi que soit créé un organisme professionnel ayant le monopole des exportations et importations, et devant exercer un sévère contrôle sur la qualité des produits piscicoles.
Depuis et en outre « la préservation des milieux aquatiques et la protection du patrimoine piscicole sont reconnus d'intérêt général », la pisciculture doit aussi notamment être en accord avec le Schéma départemental de vocation piscicole qui la concerne et qui vise à orienter l'action publique en matière de gestion et de préservation des milieux aquatiques et de la faune piscicole. Elle doit aussi respecter la réglementation sur les barrages et droits d'eau, la directive cadre sur l'eau, avec les SAGEs et SDAGEs et avec les orientations de bassin définies par le ministre chargé de la pêche.

### En France: installation classée pour la protection de l'environnement
Selon la législation française, les piscicultures sont des installations classées pour la protection de l'environnement (ICPE). En effet, ce type d'installation est concerné par la rubrique no 2130 de la nomenclature des installations classées (« piscicultures »), qui est divisée en deux sous-catégories :
- rubrique no 2130-1 (« piscicultures d’eau douce (à l’exclusion des étangs empoissonnés, où l’élevage est extensif, sans nourrissage ou avec apport de nourriture exceptionnel) ») : les installations ayant une capacité de production supérieure à 20 tonnes par an sont soumises à autorisation préfectorale. Cette autorisation est délivrée sous la forme d'un arrêté préfectoral qui impose à l'exploitant le respect d'un certain nombre de prescriptions techniques, notamment celles de l'arrêté ministériel du 1er avril 2008 fixant les règles techniques auxquelles doivent satisfaire les piscicultures d'eau douce soumises à autorisation[44] ;
- rubrique no 2130-2 (« piscicultures d’eau de mer ») :
  - les installations ayant une capacité de production supérieure à 20 tonnes par an sont soumises à autorisation préfectorale,
  - les installations ayant une capacité de production comprise entre 5 et 20 tonnes par an doivent être déclarées.

L'instruction des demandes d'autorisation d'exploiter ainsi que le contrôle du respect des prescriptions techniques par les exploitants sont réalisés par l'inspection des installations classées.
En 2018, les associations CIWF et L214 alertent sur la cruauté des conditions d’élevage des poissons en France. Bien que peu de personnes ne se soucient du traitement réservé aux poissons, des études scientifiques récentes révèlent chez plusieurs espèces une sensibilité et des comportements sociaux relativement complexes.

### La pisciculture en Afrique

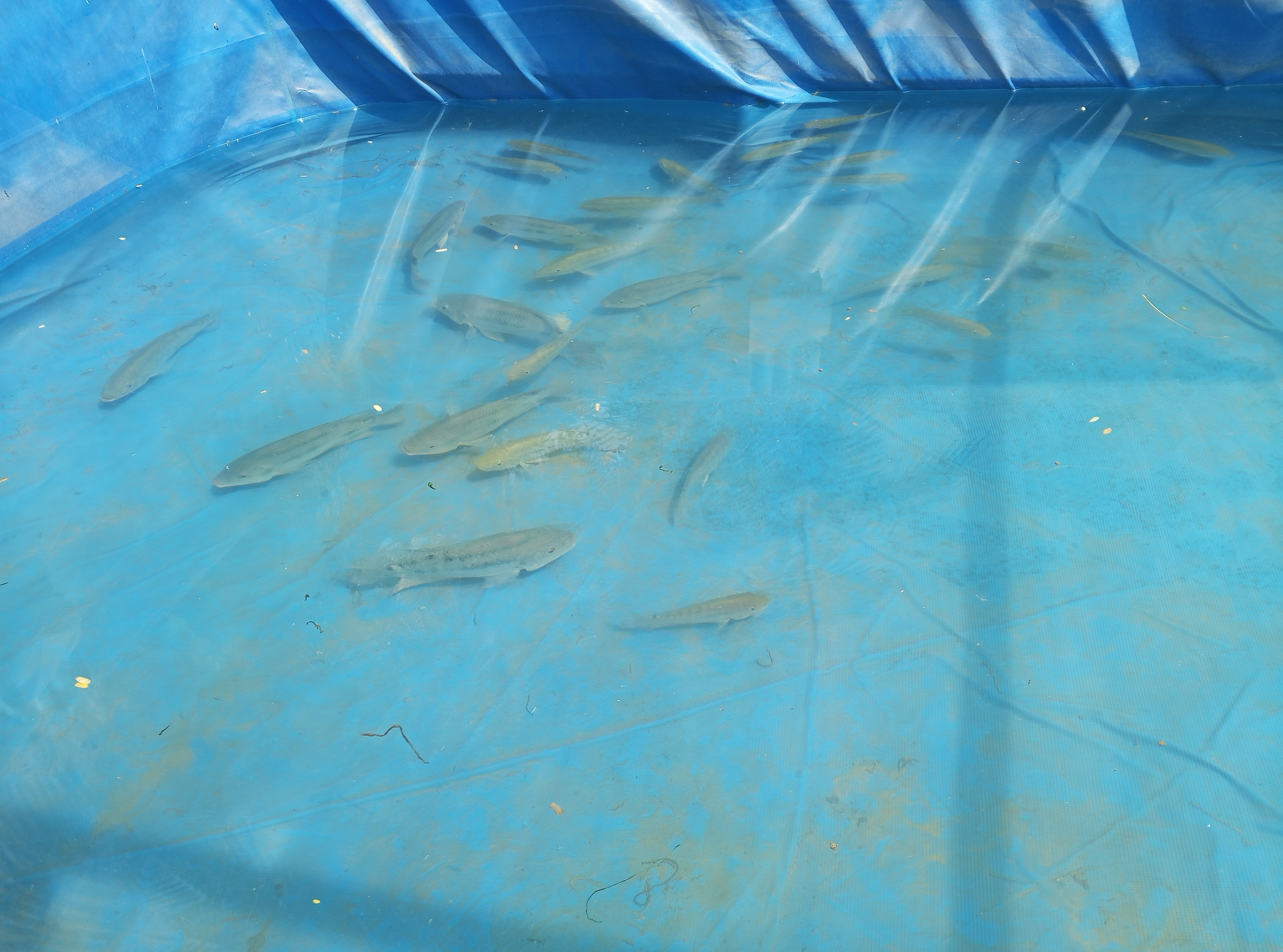
Les pisciculture de la ferme aquacole intégrée de Thiès au Sénégal consiste à élever des poissons dans des bassins pour produire une source durable de protéines.

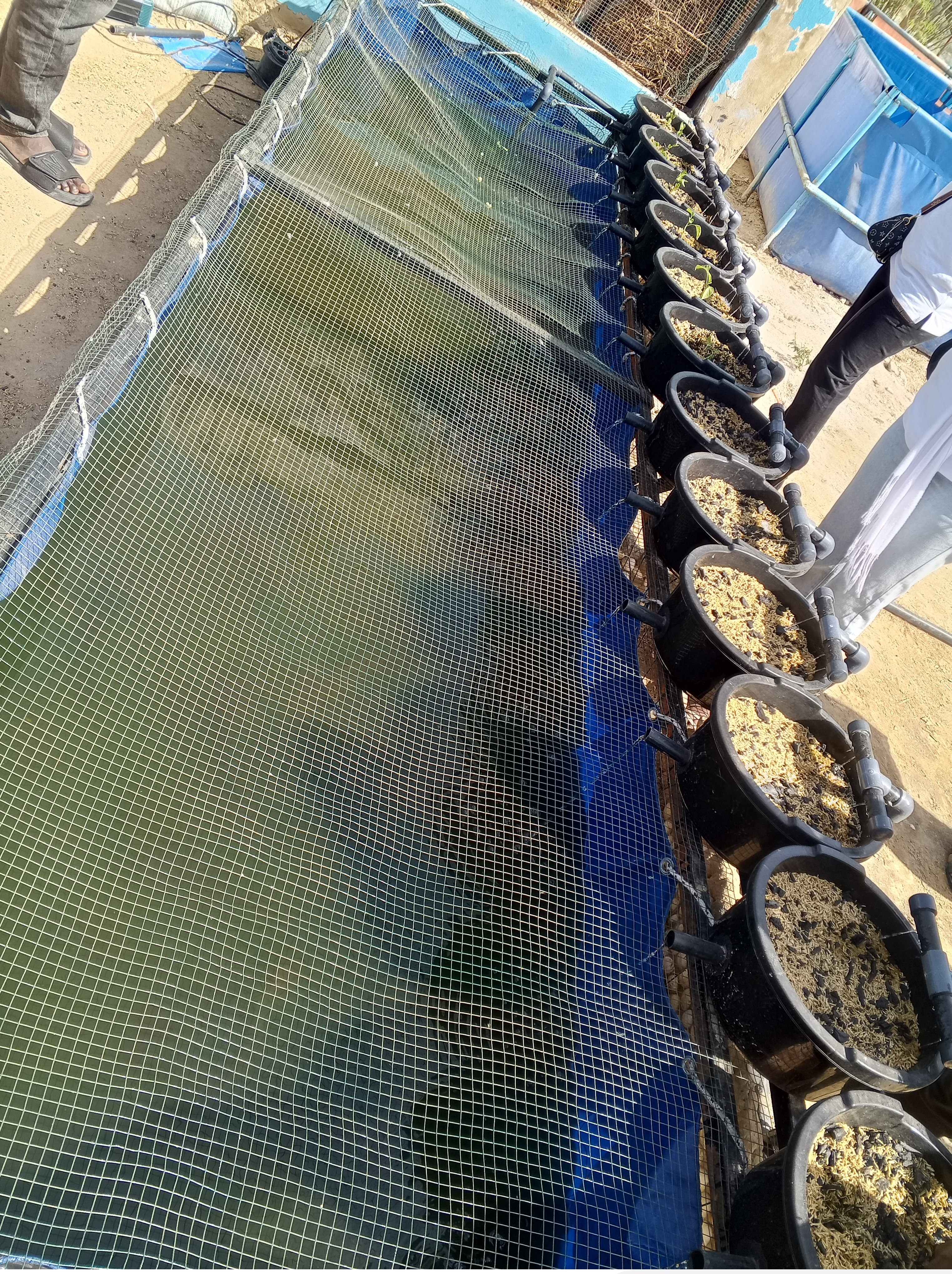
Les pisciculture de la ferme aquacole intégrée de Thiès au Sénégal consiste à élever des poissons dans des bassins pour produire une source durable de protéines.

La contribution de la pisciculture à la sécurité alimentaire, à la réduction et la lutte contre la pauvreté dans les ménages vulnérables et au PIB est très faible et difficile à estimer. Plusieurs facteurs expliquent cet état de fait, en l’occurrence les manques de mécanisme incitatif de financement, de nourrissage adéquat, de savoir-faire et la lourdeur de l’investissement initial pour la mise en place d’une station aquacole (Mohamed, 2014).
L’Afrique est encore loin de l'autosuffisance alimentaire, car plus de 800 millions de personnes souffrent encore de la sous-alimentation notamment et de la malnutrition dans les pays moins avancés (Lola, 2008).

### Vidéographie
- « Disponible », sur YouTube PISCICULTURE : des poissons bien élevés ? - C'est Pas Sorcier (ajouté le 4 décembre 2015)
- France 2 - Elevage de poisson tilapia (17 février 2015, mis en ligne par Sylvain Giaume sur dailymotion)